# Pamela Franklin
Pamela Franklin (Yokohama, 3 de fevereiro de 1950) é uma ex-atriz britânica. Ela é mais conhecida por seu papel como Sandy no filme The Prime of Miss Jean Brodie (1969), pelo qual ganhou um NBR Award e recebeu uma indicação ao BAFTA Award.
Franklin fez sua estreia como atriz aos 11 anos no filme The Innocents (1961). Mais tarde, ela se estabeleceu como uma rainha do grito na década de 1970, aparecendo nos filmes Necromancy (1972) e The Legend of Hell House (1973).

## Vida inicial
Franklin, que tinha três irmãos, nasceu em Yokohama, Japão, e cresceu no Leste Asiático, onde seu pai era importador/exportador. A família viveu no Japão, Hong Kong, Austrália, e Ceilão antes de retornar ao Reino Unido. Quando ela tinha oito anos, ela foi enviada para a Elmhurst School of Ballet no Reino Unido.

## Carreira inicial
Franklin fez sua estreia no cinema aos 11 anos em The Innocents (1961), e sua estreia na TV em The Horse Without a Head (1963), do Walt Disney's Wonderful World of Color.
Franklin atuou ao lado de William Holden e Trevor Howard no filme britânico The Lion (1962) e coestrelou com Luke Halpin em Flipper's New Adventure (1963) como a filha de um rico industrial. Em 1963, Franklin foi eleita a 10ª colocada no Laurel Awards como Melhor Nova Personalidade Feminina. Ela tinha 14 anos quando apareceu em The Third Secret (1964), no qual interpretou uma filha jovem problemática. Em 1966, ela teve um papel principal na série de TV da BBC Quick Before They Catch Us.

## Carreira posterior no cinema e televisão
Franklin recebeu críticas favoráveis por sua interpretação de uma adolescente incomumente mundana no filme de suspense The Nanny (1965), estrelado por Bette Davis. Ela também recebeu uma indicação ao Emmy por seu papel coadjuvante no filme para TV Eagle in a Cage (também de 1965), no qual atuou novamente ao lado de Trevor Howard. Ela atuou com Dirk Bogarde, que interpretou seu pai em Our Mother's House (1967), um filme que foi indicado ao Leão de Ouro no Festival de Cinema de Veneza. Pouco tempo depois, Franklin atuou ao lado de Marlon Brando e Rita Moreno em The Night of the Following Day (1969) como a vítima de sequestro no thriller policial. Este foi seu primeiro papel "adulto", com uma cena mostrando-a de topless. Ela apareceu com Michele Dotrice no thriller de terror And Soon the Darkness (1970), um filme que foi refeito em 2010.
Por seu papel como Sandy em The Prime of Miss Jean Brodie (1969), Franklin ganhou o prêmio National Board of Review de Melhor Atriz Coadjuvante. O filme contou com um elenco forte, incluindo Maggie Smith, que ganhou um Oscar de Melhor Atriz. No mesmo ano, ela estrelou com um jovem John Hurt no filme de John Huston, Sinful Davey, que não foi bem-sucedido e não conseguiu impulsionar sua carreira.
Em 1971, ela estrelou o penúltimo episódio de Green Acres, intitulado "Hawaiian Honeymoon". O episódio foi um piloto de previsão para o sitcom proposto intitulado Pam, que teria apresentado Franklin e Don Porter como pai e filha operando o hotel Moana Rexford no Havaí. O piloto não foi escolhido.
Quando adulta, Franklin se tornou um tanto estereotipada em filmes de terror após suas atuações nos populares thrillers ocultistas Necromancy (1972) e The Legend of Hell House (1973) ao lado de Roddy McDowall. Isso foi seguido pelo filme de terror para televisão Satan's School for Girls (1973). Seu último papel no cinema foi em The Food of the Gods (1976), embora ela tenha feito aparições na televisão até 1981, incluindo um episódio de Police Story, no qual ela ficou fisicamente doente interpretando uma vítima de estupro.
Franklin fez outras aparições na televisão, incluindo Green Acres, Cannon, The Love Boat, Fantasy Island, The Six Million Dollar Man, Hawaii Five-O, Barnaby Jones, Vega$, e Trapper John, M.D.. Ela interpretou a personagem-título em "Jenny Wilde is Drowning", um episódio de The Name of the Game, estrelado por Tony Franciosa. Sua personagem era uma aspirante a atriz tentando ter sucesso em Hollywood.

## Vida pessoal
Franklin conheceu o ator britânico Harvey Jason, 10 anos mais velho que ela, no set de Necromancy. Embora o filme não tenha sido lançado até 1972, o casal se casou em 1970, se estabeleceu perto de Hollywood e teve dois filhos. Seu marido e um de seus filhos, Louis, são co-proprietários de uma livraria em West Hollywood.
Na faixa de comentários do lançamento em Blu-ray da Região A de 2014 de The Legend of Hell House, lançado pela Scream Factory, Franklin observa que estava grávida de seu segundo filho enquanto filmava The Food of the Gods e que estava pronta para uma mudança de carreira, embora tenha gostado de fazer o filme e de viver na ilha. Ela também afirmou que trabalhar na televisão nos Estados Unidos foi um erro na época, pois limitou sua carreira e os produtores a viam apenas como atriz de TV a partir de então.

## Televisão e filmografia
- The Innocents (1961)
- The Lion (1962)
- The Horse Without a Head (1963) (TV)
- Flipper's New Adventure (1964)
- See How They Run (1964) (TV)
- A Tiger Walks (1964)
- The Third Secret (1964)
- Eagle in a Cage (1965) (TV)
- The Nanny (1965)
- Quick Before They Catch Us (1966) papel principal na série de televisão como "Kate"
- Our Mother's House (1967)
- The Night of the Following Day (1968)
- David Copperfield (1969) (TV)
- The Prime of Miss Jean Brodie (1969)
- Sinful Davey (1969)
- Strange Report (1969) (TV) episódio "Report 5055: Cult Murder Shrieks Out"
- Medical Center (1970–74) (TV) várias aparições especiais
- The Name of the Game (1970) (TV) episódio "Jenny Wilde is Drowning"
- And Soon the Darkness (1970)
- Green Acres (1971) (TV) episódio "Hawaiian Honeymoon" piloto/tentativa de spin-off
- Cannon (1972, 1974) (TV) episódios "The Predators" e "Where's Jennifer?"
- Necromancy (1972)
- Bonanza (1972) episódio "First Love"
- Ace Eli and Rodger of the Skies (1973)
- Circle of Fear (1973) (TV) episódio "Half a Death"
- Intertect (1973) (TV)
- The Legend of Hell House (1973)
- The Letters (1973) (TV)
- Satan's School for Girls (1973) (TV)
- Love Story (1973) (TV) episódio "Mirabelle's Summer"
- The Streets of San Francisco (1974) (TV) episódio "Crossfire"
- The Magician (1974) (TV) episódio "The Illusion of the Fatal Arrow" como Linda, uma Psíquica
- The Six Million Dollar Man (1974) (TV) episódio "Operation Firefly"
- Mannix (1974) (TV) episódio "A Fine Day for Dying"
- Barnaby Jones (1975, 1980) (TV) episódios "Murder Once Removed" e "Focus on Fear"
- Crossfire (1975) (TV)
- Insight (1975) (TV) episódio "Somewhere Before"
- Thriller (1975) (TV) episódios "Screamer" e "Won't Write Home Mom, I'm Dead"
- The Food of the Gods (1976)
- Eleanor and Franklin (1976) (TV)
- Hawaii Five-O (1977) (TV) episódio "To Die in Paradise" como Bobbie Jo Bell
- The Love Boat (1977) (TV) episódio "Dear Beverly/The Strike/Special Delivery" como Gail Smith
- Fantasy Island (1978) (TV) episódios "Reunion/Anniversary" e "Let the Good Times Roll/Nightmare/the Tiger"
- Fantasy Island (1979) (TV) episódio "Tattoo: the Love God/Magnolia Blossoms" (1979)
- Fantasy Island (1981) (TV) episódio "The Chateau/White Lightning"
- Vega$ (TV) episódio "The Killing"

## Prêmios e nomeações
| Ano  | Prêmio                          | Categoria                                        | Obra                                                | Resultado | Ref.   |
| ---- | ------------------------------- | ------------------------------------------------ | --------------------------------------------------- | --------- | ------ |
| 1963 | Laurel Awards                   | Melhor Nova Personalidade Feminina               | —                                                   | 10º lugar |        |
| 1966 | Primetime Emmy Awards           | Melhor Performance de Atriz Coadjuvante em Drama | Hallmark Hall of Fame (Episódio: "Eagle in a Cage") | Indicado  | [ 21 ] |
| 1970 | National Board of Review Awards | Melhor Atriz Coadjuvante                         | The Prime of Miss Jean Brodie                       | Venceu    | [ 22 ] |
| 1970 | British Academy Film Awards     | Melhor Atriz Coadjuvante                         | The Prime of Miss Jean Brodie                       | Indicado  | [ 23 ] |